# Triancyra maculicornis
Triancyra maculicornis är en stekelart som först beskrevs av Cameron 1899.  Triancyra maculicornis ingår i släktet Triancyra och familjen brokparasitsteklar. Inga underarter finns listade i Catalogue of Life.